# Jodál Endre
Jodál Endre (Székelyudvarhely, 1947. szeptember 8. –) villamosmérnök, műszaki író, műfordító, szótárszerkesztő, Jodál Gábor fia.

## Életpályája
Középiskoláit a kolozsvári Brassai Sámuel Líceumban végezte (1965), elektromérnöki oklevelet a Kolozsvári Műegyetemen szerzett (1971). A kolozsvári Számítástechnikai Intézet tudományos főkutatója volt. A Magyar-román műszaki szótár társszerzője, franciából fordította román nyelvre a Manual de operare Fortran IV pentru SIRIS 2 című kézikönyvet (Kolozsvár 1977).
Az Erdélyi Múzeum-Egyesület Műszaki Tudományok Szakosztályának titkára, majd elnöke volt.

### Önálló munkái
- Programozási ismeretek és algoritmusok a gyakorlatban (Kiss Sándorral), Bukarest, 1984.
- Számítástechnikai kislexikon, Kriterion Bukarest, 1990.
- Számítástechnikai alaplexikon I. Általános fogalmak, Cédrus Informatikai Rt. Budapest, 1991
- Számítástechnikai alaplexikon II. Adatkommunikáció és számítógép-hálózatok, Cédrus Informatikai Rt. Budapest, 1992
- Számítástechnikai alaplexikon IV. Mesterséges intelligencia,  Cédrus Informatikai Rt. Budapest, 1993
- Informatikai alapszókincs. Angol–magyar szótár,  Cédrus Informatikai Rt. Budapest, 1993